# Amandeloogerebia
De amandeloogerebia (Erebia alberganus) is een vlinder uit de onderfamilie Satyrinae (zandoogjes en erebia's). De naam dankt de vlinder aan de amandelvormige oranje ogen op de vleugels. De spanwijdte van de amandeloogerebia bedraagt ongeveer 38 millimeter.
Het verspreidingsgebied is beperkt tot de Alpen en de Balkan. De vliegtijd van de vlinder, die voorkomt op een hoogte tussen 900 en 2200 meter, loopt van juni tot en met augustus.
Verschillende planten uit de grassenfamilie dienen als waardplant voor de rupsen. De amandeloogerebia heeft dan ook een voorkeur voor open graslanden als leefgebied.

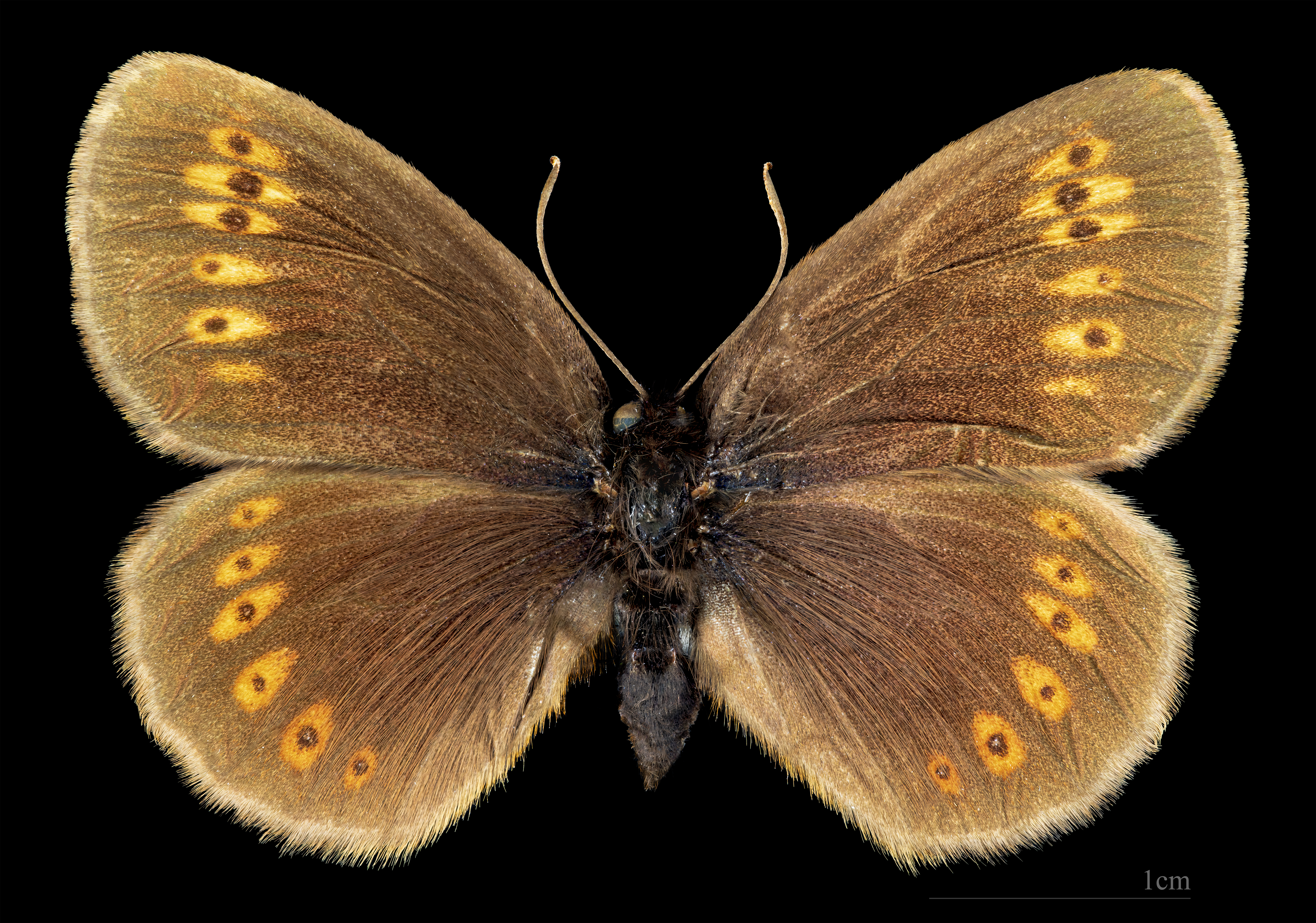
Erebia alberganus ♂
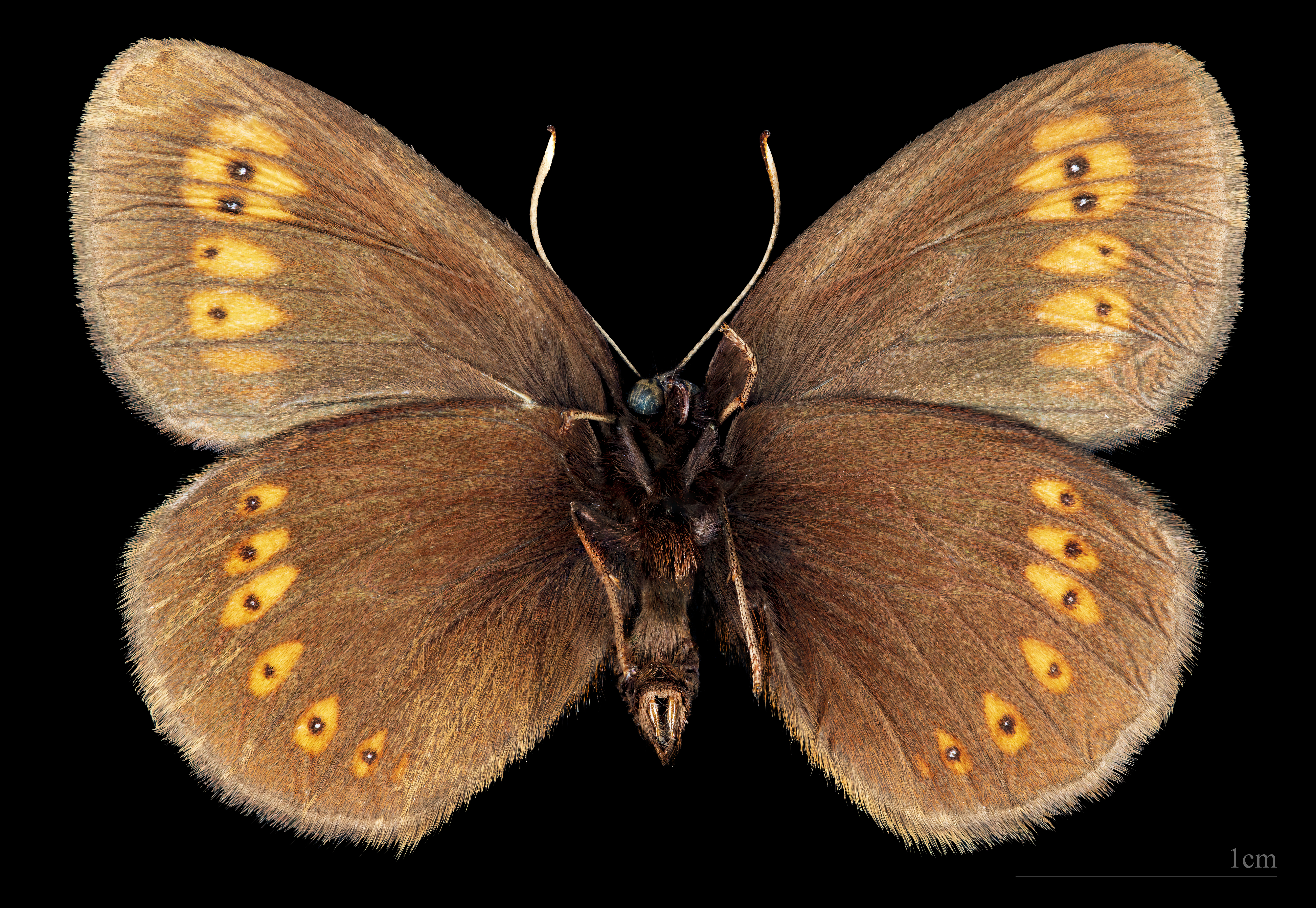
Erebia alberganus ♂  △